# Grób Nieznanego Żołnierza w Łodzi

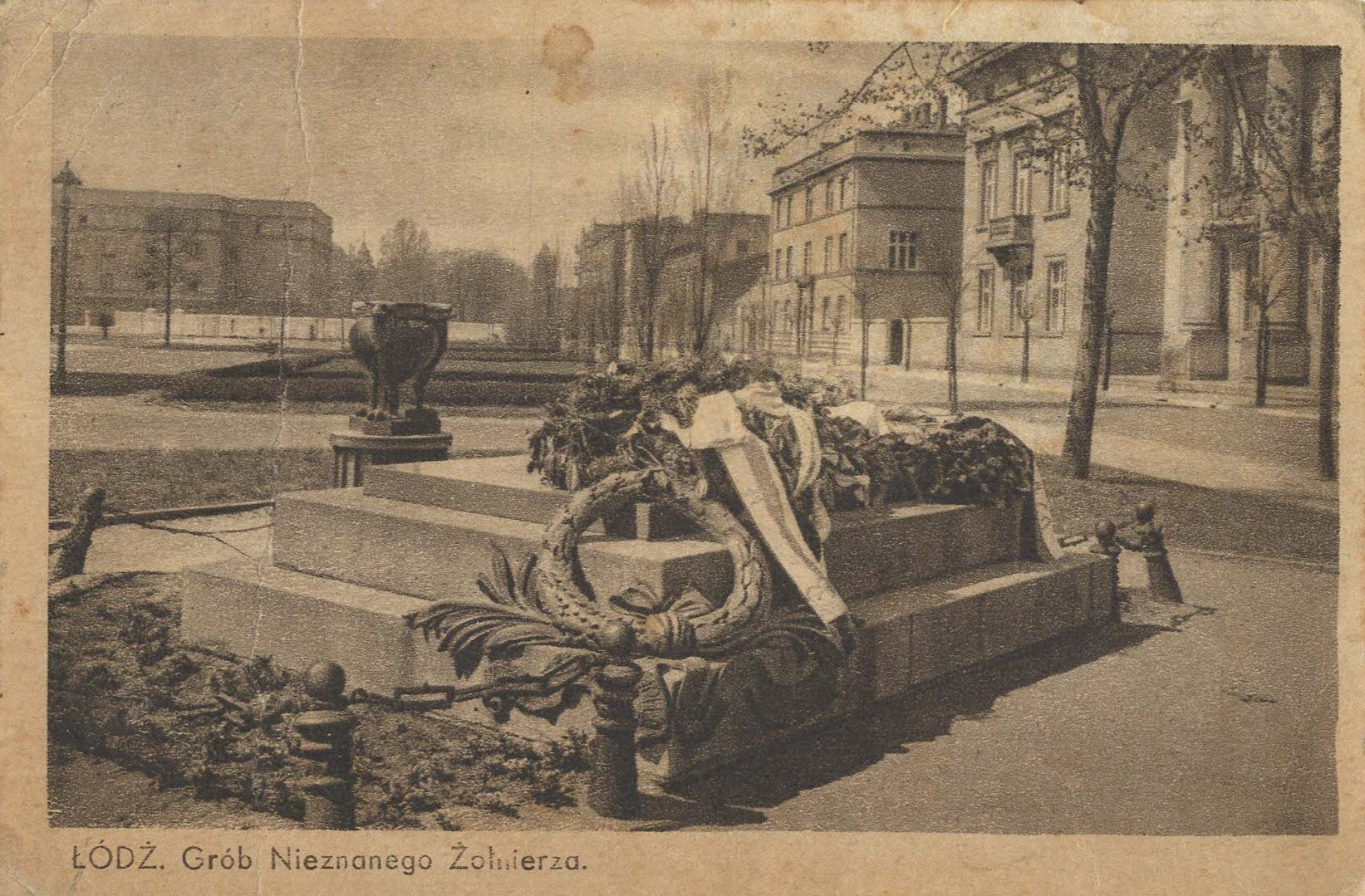
Grób Nieznanego Żołnierza w Łodzi autor nieznany, pocztówka sprzed 1939 r.

Grób Nieznanego Żołnierza w Łodzi – symboliczny pomnik żołnierski, zaprojektowany przez Stanisława Kazimierza Ostrowskiego, odsłonięty 22 marca 1925 roku jako pierwszy tego rodzaju pomnik w Polsce, poświęcony bezimiennym poległym na polach bitew.

## Historia

### Okres międzywojenny i wojenny
Decyzja o powstaniu pierwszego w Polsce symbolicznego pomnika poległych anonimowo żołnierzy została podjęta uchwałą Rady Miejskiej 18 grudnia 1924 roku, z inicjatywy jednego z jej członków, znanego podówczas działacza społeczno-politycznego – Bolesława Fichny. Prawdopodobnie już w okresie międzywojennym, ale na większą skalę dopiero po II wojnie światowej, zaczęto nazywać pomnik „grobem” choć niezgodnie z uchwałą rady Miejskiej w Łodzi. W kwietniu 2005 roku, łódzki działacz opozycji niepodległościowej po II wojnie światowej i senator RP – Andrzej Ostoja-Owsiany, ogłosił ideę przekształcenia pomnika w rzeczywisty grób nieznanego żołnierza poprzez złożenie w nim szczątków NN żołnierza z łódzkiego 28 Pułku Strzelców Kaniowskich, poległego w trakcie walk pod Radzyminem, podczas wojny polsko-radzieckiej w 1920 roku. Zamysł ten nie został jednak zrealizowany.
Na miejsce lokalizacji pomnika wybrano plac przed łódzką katedrą. Ustawiono go krótszym bokiem, pod małym kątem w kierunku południowym w stosunku do ulicy Piotrkowskiej przy narożniku z ul. ks. Ignacego Skorupki.
Pomnik w formie monumentalnej płyty nagrobnej zaprojektował artysta rzeźbiarz Stanisław Kazimierz Ostrowski, który w tym samym czasie pracował też nad Grobem Nieznanego Żołnierza w Warszawie. Pomnik składał się z dwóch jasnych bazowych płyt w układzie schodkowym, na których ułożono płytę z czarnego polerowanego marmuru z wyrytym napisem: Nieznanemu żołnierzowi miasto Łódź – rok 1925.
Osłonięcie miało miejsce 22 marca 1925 roku. Uroczystość rozpoczęła się nabożeństwem celebrowanym przez biskupa Wincentego Tymienieckiego w pobliskiej katedrze. Uczestniczyli w nim przedstawiciele władz państwowych (m.in. Franciszek Sokal – minister pracy i opieki społecznej, marszałek Sejmu RP – Maciej Rataj), wojewódzkich i miejskich oraz poczty sztandarowe łódzkich związków zawodowych, cechów, stowarzyszeń, młodzież szkolna i tłumy Łodzian. Honorowym gościem uroczystości był Minister Spraw Wojskowych – gen. dyw. Władysław Sikorski, który po przemówieniu odsłonił pomnik. Uczestnikiem odsłonięcia był także gen. Józef Haller. Zakończyła je defilada wojska z łódzkiego garnizonu oraz miejscowej policji i straży pożarnej.
W dniu zakończenia roku szkolnego, 20 czerwca 1925 roku, na pomniku-płycie zapalono „wieczny” znicz, ufundowany przez uczniów łódzkich szkół. Półokrągły, odlany z brązu element wykonano w formie starożytnej urny pochówkowej. Naczynie stało w centrum pomnika, na orlich łapach, które w górnej części przechodziły w głowy orłów. Pośrodku, na froncie urny, umieszczono płaskorzeźbę Krzyża Virtuti Militari, a z tyłu napis „Nieznanemu Żołnierzowi”. Odlano go prawdopodobnie w pobliskiej łódzkiej fabryce maszyn J. Johna przy ul. Piotrkowskiej.
2 listopada 1925 pomnikowi przybył kolejny element uzupełniający projekt Ostrowskiego. Był nim, ufundowany przez fabrykancki Związek Przemysłu Włókienniczego w Państwie Polskim, brązowy wieniec laurowo–dębowy z szarfami i liśćmi palmowymi. Na szarfie przeplatającej wieniec znalazł się napis „W hołdzie”. Umieszczono go na prawym narożniku w części frontowej pomnika. Ten element powstał w znanym warszawskim zakładzie odlewniczym braci Łopieńskich.
Pomnik od razu stał się jednym z najważniejszych miejsc uroczystości patriotycznych i państwowych w Łodzi, zwłaszcza że było to pierwsze takie miejsce w tym mieście; pomnik Tadeusza Kościuszki na pl. Wolności został odsłonięty dopiero pięć lat później.
Na samym początku okupacji niemieckiej w Łodzi podczas II wojny światowej, w listopadzie 1939 roku, Niemcy zniszczyli wszystkie polskie pomniki w Łodzi, w tym pomnik Nieznanego Żołnierza.

### Okres powojenny
Pomnik odbudowano i ponownie odsłonięto już w rok po zakończeniu okupacji (1 listopada 1946). Nowy pomnik nawiązuje do przedwojennego projektu, ale w nowej realizacji zmieniono nieco położenie grobu względem ulicy Piotrkowskiej sytuując go prostopadle do ulicy. Jest nieco wyższy od pierwotnego, wykonany w dwóch warstwach bazowych w układzie schodkowym z czerwonego polerowanego marmuru na których złożono czarną płytę z polerowanego marmuru. Nieco zmodyfikowany znicz z postumentem został przeniesiony z lewego boku płyty do jej górnego prawego narożnika. Zmieniono również położenie zrekonstruowanego brązowego wieńca, który znalazł się na lewym narożniku. Zmianie uległ również napis na płycie, który brzmi Grób nieznanego żołnierza.
Tak jak przed wojną pomnik jest miejscem patriotycznych manifestacji, chociaż w okresie „stalinowskim” rzadko organizowanych.